# Yum-Yum Donuts

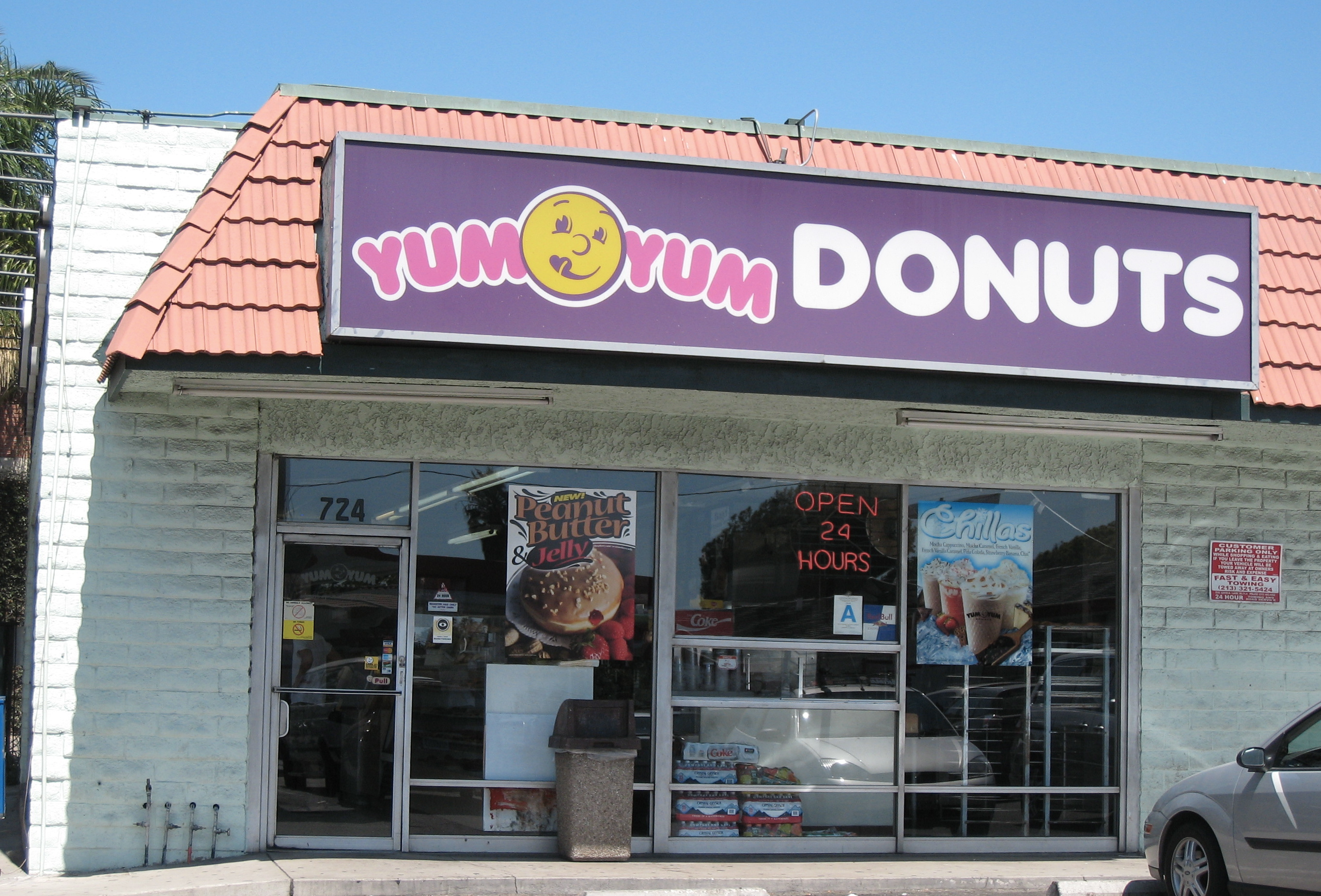
Tienda de Yum Yum Donuts en Melrose Avenue, Los Ángeles (California).

Yum-Yum Donuts es una franquicia de dónuts con sede en California, Estados Unidos. La empresa fue fundada en 1971 por Phillip C. Holland. El local original ubicado entre Figueroa Street y la Avenida 26 de Highland Park, distrito de Los Ángeles, todavía permanece en funcionamiento. En 2004, se hizo con el control de cadena más grande de la Costa Oeste de Estados Unidos, Winchell's Donuts, con más de 200 puntos de venta a lo largo de 10 estados.